# Justus Scharowsky
Justus Scharowsky, né le 13 août 1980 à Starnberg, est un joueur allemand de hockey sur gazon.
Il fait partie de l'équipe d'Allemagne de hockey sur gazon médaillée de bronze olympique aux Jeux d'été de 2004 à Athènes.
Il compte 136 sélections en équipe d'Allemagne, de 1999 à 2007.